# Leopold Chludziński
Leopold Chludziński (ur. 19 listopada 1775 w Orszy, zm. 29 kwietnia 1843 w Tuchowie) – polski pedagog, wykładowca w Akademii Połockiej w latach 1814-1816, ksiądz katolicki.
Studiował w Połocku filozofię (1797-1799), a następnie teologię (1800-1804). Był prefektem szkół niższych, podległych Akademii, oraz pedagogiem w konwikcie szlacheckim w Petersburgu (1804-1805), następnie profesorem retoryki w Orszy (1805-1806). W późniejszym czasie był kaznodzieją w Mścisławiu, Mohylewie, Witebsku i Połocku; wreszcie został socjuszem prowincjała białoruskiego jezuitów (1816-1819). Po wypędzeniu jezuitów z Rosji, w latach 1821-1828 pracował w Tuchowie. W Wiedniu, wraz z o. Loeflerem przez 3 lata prowadzili pertraktacje z rządem austriackim w sprawie wyjątków w zakresie praw józefińskich na rzecz jezuitów. Po powrocie do Małopolski był sekretarzem prowincjała (1828-1832) i superiorem w Tuchowie (1832-1842). 